# Умершие в декабре 1995 года
Это список известных людей, соответствующих установленным критериям значимости (см. Википедия:Критерии значимости персоналий), умерших в декабре 1995 года.
Причина смерти указывается лишь в исключительных случаях (убийство, самоубийство, гибель в результате военных действий, смертная казнь, ДТП или несчастные случаи). В остальных случаях — не указывается.
- 1 декабря — Рудольф Балтайсвилкс (92) — советский латвийский актёр, режиссёр.
- 1 декабря — Николай Егоров (74) — Герой Советского Союза.
- 2 декабря — Василий Титирко (81) — Герой Социалистического Труда.
- 3 декабря — Максим Захаров (82) — участник советско-финской, Великой Отечественной и советско-японской войн, награждён пятью медалями «За отвагу».
- 3 декабря — Александр Кайдановский (49) — советский и российский актёр, режиссёр, сценарист.
- 3 декабря — Николай Кривенко (74) — Герой Советского Союза.
- 3 декабря — Родни Паавола[англ.] (56) — американский хоккеист финского происхождения.
- 3 декабря — Зиновий Пенаки (72) — Герой Советского Союза.
- 6 декабря — Дмитрий Волкогонов (67) — историк, философ, государственный деятель, генерал-полковник.
- 6 декабря — Иосиф Черяпкин (90) — Герой Советского Союза.
- 8 декабря — Артур Джон Бёрч (80) — австралийский учёный, специализировавшийся в области органической химии.
- 8 декабря — Борис Бирюков (77) — Герой Советского Союза.
- 9 декабря — Василий Титирко (76) — Герой Социалистического Труда.
- 11 декабря — Михаил Радугин (72) — Герой Советского Союза.
- 12 декабря — Юзеф Верес (73) — Полный кавалер ордена Славы.
- 12 декабря — Василий Рясной — генерал-лейтенант.
- 13 декабря — Иван Ковальченко (72) — советский историк.
- 13 декабря — Георгий Шиянов (85) — Герой Советского Союза.
- 16 декабря — Гегам Асатрян (75) — армянский советский живописец, художник театра и кино.
- 16 декабря — Михаил Жовтобрюх (90) — украинский лингвист, специалист по фонетике, грамматике и истории украинского языка.
- 16 декабря — Александр Левада (86) — украинский советский писатель.
- 17 декабря — Михаил Брюховский (74) — полный кавалер ордена Славы.
- 18 декабря — Конрад Цузе (85) — немецкий инженер, создатель первого программируемого компьютера Z3 и первого языка программирования высокого уровня Планкалкюль.
- 18 декабря — Натан Розен (86) — американский и израильский физик-теоретик.
- 18 декабря — Александр Шуров (89) — советский эстрадный актёр.
- 20 декабря — Степан Белинский (79) — Полный кавалер Ордена Славы.
- 20 декабря — Пётр Гусаков (74) — Герой Советского Союза.
- 20 декабря — Валентин Новиков — советский и российский прозаик и переводчик.
- 22 декабря — Освальд Кяпп (90) — эстонский борец вольного стиля.
- 22 декабря — Климентий Минц (87) — советский режиссёр и сценарист.
- 22 декабря — Салих Умаров (74) — Герой Советского Союза.
- 22 декабря — Георгий Фридлендер (80) — российский литературовед, академик РАН.
- 24 декабря — Ахарон Бекер (90) — израильский профсоюзный деятель. Депутат Кнессета.
- 24 декабря — Георгий Куликов (71) — российский и советский актёр театра и кино.
- 24 декабря — Николай Печёный (76) — Герой Советского Союза.
- 25 декабря — Дин Мартин (78) — американский певец и актёр.
- 25 декабря — Николай Антонов (77) — Герой Советского Союза.
- 25 декабря — Эммануэль Левинас (89) — французский философ.
- 27 декабря — Генрих Каспарян (85) — советский, шахматист и шахматный композитор.
- 27 декабря — Михаил Петрица (73) — Полный кавалер Ордена Славы.
- 27 декабря — Шура Черкасский — американский и британский пианист.
- 29 декабря — Ефим Власенко (73) — Полный кавалер ордена Славы.
- 29 декабря — Юрий Яковлев (73) — советский писатель и сценарист.
- 30 декабря — Юрий Додолев (69) — русский советский писатель.
- 30 декабря — Нина Петрова (69) — скульптор, автор многочисленных скульптурных портретов и мемориалов в Крыму.
- 30 декабря — Хайнер Мюллер (66) — немецкий драматург, режиссёр, поэт, эссеист, крупнейшая фигура немецкого театра после Брехта.
- 31 декабря — Алексей Мачавариани (82) — советский грузинский композитор. Народный артист СССР.
- 31 декабря — Аркадий Федонов (70) — полный кавалер ордена Славы.